# Pèntil
Segons la mitologia grega, Pèntil (en grec antic Πένθιλος, Péntilos), va ser un heroi, un fill il·legítim que Erígone, la filla d'Egist, donà a Orestes.
Pèntil va tenir dos fills, Damasi i Equelau, que van fundar colònies a Lesbos i a la costa meridional de l'Àsia Menor. Se li atribuïa especialment la fundació de la ciutat lèsbia de Pèntila.